# Super Double Dragon
Super Double Dragon, ursprungligen Return of Double Dragon (リターン・オブ・双截龍?), är ett sidscrollande beat 'em up-spel till SNES från 1992. Det utgavs av Technōs Japan i Japan och av Tradewest i Nordamerika samt PAL-regionen. Spelet är det fjärde konsolspelet i Double Dragon-serien men till skillnad från de föregående NES-titlarna är Super Double Dragon en originaltitel.

## Handling
Bröderna Lee måste rädda sin syster Marion, som blivit kidnappad av Duke. Spelets består av sju olika banor.

### Fotnoter
1. ↑  ”Super Double Dragon” (på svenska). Nintendomagasinet (Kungsbacka: Atlantic) (9 1993):  sid. 12 (Power Player). september 1993. Läst 21 april 2014.